# Ottilie von Goethe
Ottilie Wilhelmine Ernestine Henriette von Goethe, nata von Pogwisch (Danzica, 31 ottobre 1796 – Weimar, 26 ottobre 1872), è stata una scrittrice e nobile tedesca.
Fu la nuora di Johann Wolfgang von Goethe.

## Biografia

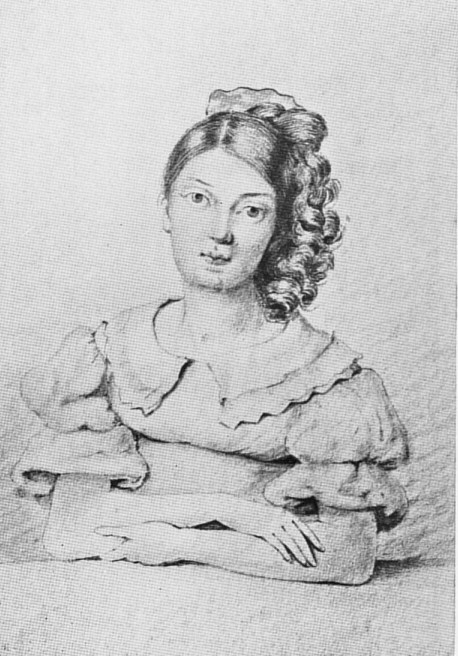
La giovane Ottilie von Pogwish in un disegno d'epoca

Ottilie era figlia del barone Wilhelm Julius von Pogwisch (1760–1836), di famiglia della nobiltà dell'Holstein, mentre sua madre era la contessa Henriette Ulrike Ottilie Henckel von Donnersmarck (1776–1851).
Dopo la precoce separazione dei suoi genitori, l'infanzia di Ottilie fu caratterizzata da numerosi cambiamenti di residenza: Lausitz, Triesdorf, Ansbach, Ludwigslust e infine Dessau. Nel 1806 venne inserita con la madre e la sorella minore Ulrike presso la corte di Weimar.
Uno dei pochi punti fermi nella vita di Ottilie von Pogwisch fu il suo rapporto con Adele Schopenhauer, quasi sua coetanea e che pure viveva a Weimar con sua madre Johanna. Poiché sia Adele sia Ottilie erano cresciute entrambe senza padre, svilupparono rapidamente un'intensa amicizia che si concluse solo con la morte di Adele.
Dopo una lunga esitazione dovuta al rapporto che si stava creando con Ferdinand Heinke, Ottilie von Pogwisch alla fine cedette al persistente corteggiamento di August von Goethe, solo dopo aver appreso che Heinke si era nel frattempo fidanzato ufficialmente con un'altra ragazza. Il 17 giugno 1817, i due si sposarono e si trasferirono nella casa di Goethe presso Frauenplan. Col marito Ottilie ebbe i figli Walther Wolfgang (1818–1885), Wolfgang Maximilian (1820–1883) e Alma Sedina Henriette Cornelia (1827–1844). Il matrimonio a ogni modo non fu dei più felici: August ebbe frequenti problemi con l'alcool e Ottilie ricercò felicità in altre relazioni; il matrimonio resistette solo per insistenza del suocero.
Del resto Ottilie rappresentava un punto fisso anche nella vita dell'ormai anziano Goethe, affiancandolo nella realizzazione delle sue opere. Nel 1829 fu la fondatrice della rivista Chaos, ove presentò alcune opere del suocero e dei suoi amici a Weimar. Assieme a Ottilie, anche sua sorella Ulrike visse sotto il tetto di Goethe per dieci anni. August morì in Italia nel 1830, ma anche dopo la morte di questi Ottilie ottenne il permesso di continuare a vivere col suocero. Sebbene a volte disse nella sua corrispondenza di sentirsi quasi sopraffatta dalla fama e dal genio di Goethe, lui, che lei chiamava affettuosamente "padre", era rimasto una delle poche figure stabili della sua vita. Goethe morì nel 1832.

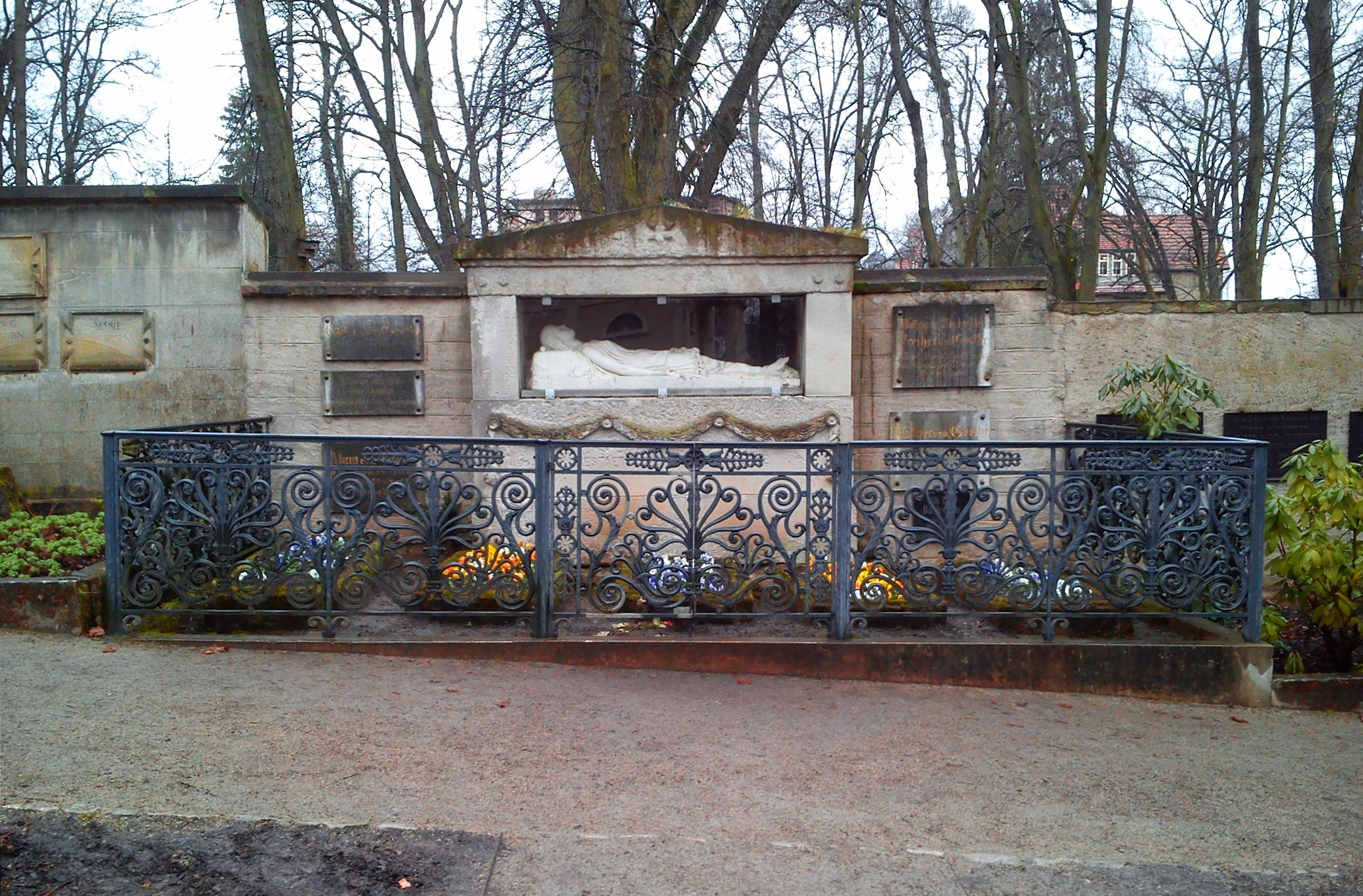
La tomba della famiglia Goethe dove ottenne di essere sepolta Ottilie alla sua morte

Dopo la sua morte, la scrittrice Gustav Kühne disse di Ottilie che era la figlia ideale che Goethe avrebbe voluto nella sua vita, il modello per la parte "eternamente femminile" di Faust. Tuttavia, Ottilie von Goethe fu una delle donne più controverse del suo tempo. La sua irrequietezza, la sua energia e soprattutto il suo anticonformismo la resero una donna ambita ma anche disprezzata che dovette sopportare numerose calunnie, soprattutto dopo la morte di Goethe. Dopo la nascita della figlia illegittima Anna Sibylla (15/20 febbraio 1835), il cui padre fu probabilmente un capitano d'esercito britannico, questi pettegolezzi aumentarono ulteriormente.
Dopo la morte di Goethe, si recò in Italia, poi a Vienna, viaggiando in compagnia di Karl von Holtei, Franz Grillparzer, Ludwig August Frankl von Hochwart, Eduard von Bauernfeld, Eduard von Feuchtersleben e Franz von Schober. Sviluppò un legame profondo col noto medico Romeo Seligmann.
Per quanto si sentisse ormai lontana dall'ambiente cittadino di Weimar, Ottilie von Goethe tornò a risiedervi nel 1870 e vi trascorse gli ultimi due anni della sua vita, abitando sempre nella casa di Goethe. Nel 1872 morì a causa di una malattia al cuore. Fu sepolta nella tomba di famiglia dei Goethe nello storico cimitero di Weimar, vicino alla cripta reale.